# Gau Mecklenburg

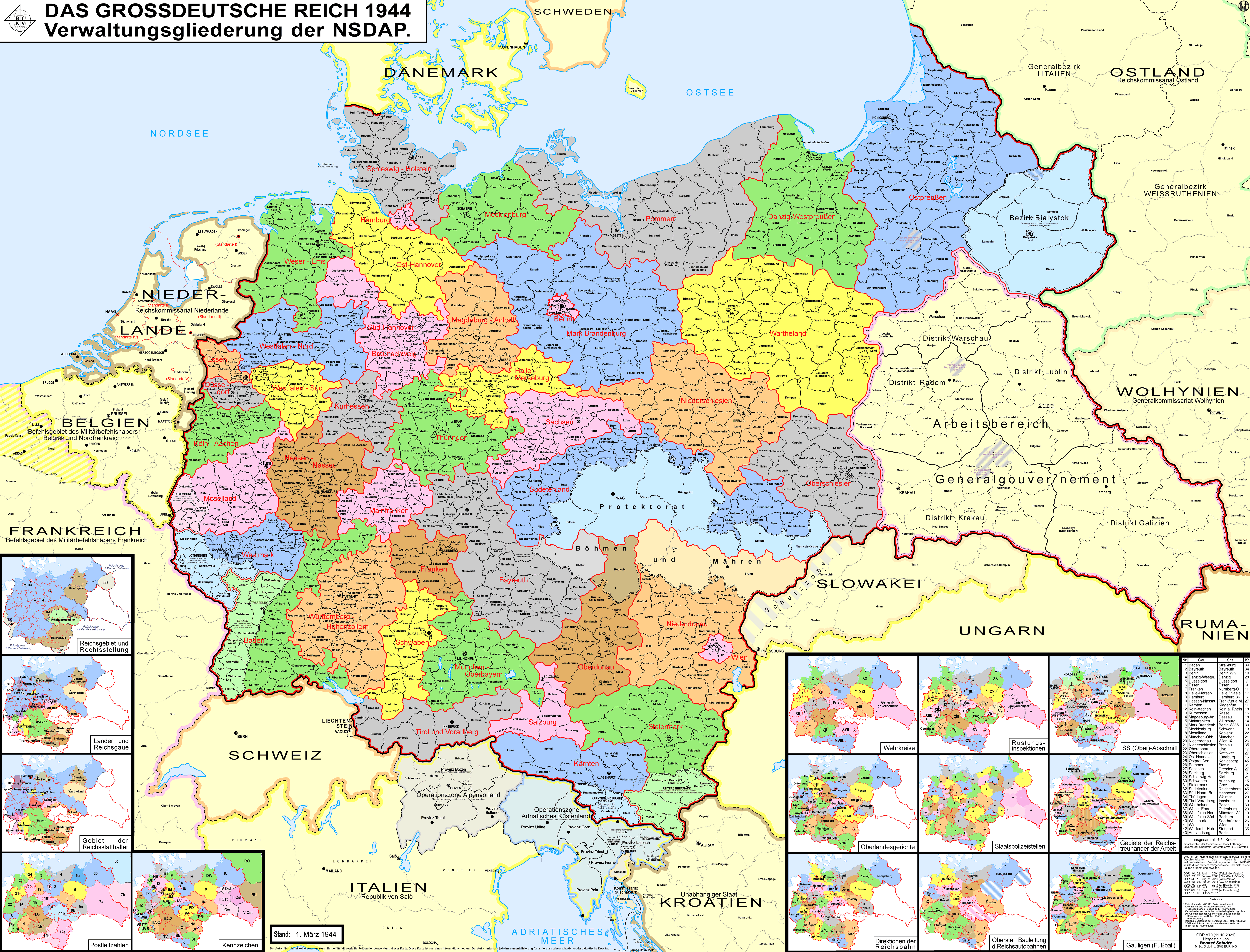
Gaue des Deutschen Reiches 1944

Der Gau Mecklenburg war auf Parteiebene seit 1925 die regionale Verwaltungseinheit der NSDAP, die bis zum 31. März 1937 (Groß-Hamburg-Gesetz) zusätzlich die Stadt Lübeck umfasste und Gau Mecklenburg-Lübeck hieß.

## Geschichte

### Entwicklung
Die NSDAP verfügte seit dem 22. Mai 1926 offiziell über die reichsweite Gliederung in Parteigaue, die häufig der Struktur der Reichstagswahlkreise entsprach. Nach der Machtergreifung 1933 wurden die Gaue zunehmend auch zu staatlichen Verwaltungseinheiten. An der Spitze über den Kreisleitungen stand der von Adolf Hitler eingesetzte Gauleiter, der häufig zugleich Reichsstatthalter in den Ländern war. Er war zuständig für die Propaganda, Überwachung und im Krieg für immer mehr Aufgaben: als Reichsverteidigungskommissar u. a. für den Luftschutz, den Einsatz von Zwangsarbeitern und den Volkssturm. Für den Gau Mecklenburg-(Lübeck) hatte Friedrich Hildebrandt vom 22. März 1925 bis zum 8. Mai 1945 dieses Amt inne. Nur acht Monate, zwischen Juli 1930 und Februar 1931, war er wegen seiner Nähe zu Otto Strasser von Adolf Hitler beurlaubt. In dieser Zeit amtierte Herbert Albrecht, der nach dem Gewinn eines Reichstagsmandates freiwillig zurücktrat. Auf der Staatsebene stand dem Parteigau das Land Mecklenburg gegenüber als eine Verwaltungseinheit im Deutschen Reich vom 1. Januar 1934 bis 1945, gebildet aus dem Freistaat Mecklenburg-Strelitz und dem Freistaat Mecklenburg-Schwerin. Siehe Geschichte Mecklenburgs.

### Struktur
Der Sitz der Gauleitung war in Schwerin im ehemaligen Staatsministerium (heute Staatskanzlei). In Lübeck setzte der Reichsstatthalter für Mecklenburg und Lübeck Hildebrandt als seinen Vertreter und Bürgermeister Otto-Heinrich Drechsler ein. Auch im Land Mecklenburg gab es einen vom Reichsstatthalter eingesetzten Ministerpräsidenten: bis Oktober 1934 Hans Egon Engell, danach Friedrich Scharf. Hildebrandts Stellvertreter in der Gauleitung waren 1932/33 Drechsler, vom 1. Juni 1933 bis März 1935 Rudolf Schildmann und dann vom 1. April 1934 bis 1945 Gerd von Koerber. Der Gauinspekteur war Walter Unger, der 1933/34 noch im Gau die Hitlerjugend (HJ) geleitet hatte. Von 1936 bis 1940 nahm er ein Reichstagsmandat für den Wahlkreis 35 Mecklenburg wahr. Ihm ging seit 1933 zuvor Karl Seemann, der auch Gaufachberater für Landwirtschaft war und bis 1943 ein Mandat hatte. Es folgten noch der Propagandaleiter und SS-Führer Fritz Montag von 1942 bis zum Tod 1943 sowie der Polizeiführer Hans-Eugen Sommer. Einflussreich blieb auch der ehemalige Ministerpräsident von Mecklenburg-Schwerin Walter Granzow, der im Gau Landwirtschaftlicher Fachberater blieb.
Gauwirtschaftsberater waren Hennecke von Plessen (1933–1942), der in die Arisierungen eingebunden war, und der DAF-Funktionär Fritz Montag. Eine Gauführerschule bestand in Schwerin zunächst im ehemaligen Hotel „Nordischer Hof“ (heute Finanzministerium), dann in einem Neubau (heute NDR-Landesfunkhaus). In der Gauleitung gab es verschiedene Ämter mit Koordinierungsaufgaben, so das Amt für Kommunalpolitik, das ab 1933 Friedrich Scharf, später Richard Crull, zugleich ab 1943 Oberbürgermeister in Schwerin, leitete, oder das Amt für Erzieher, das der Lehrer Rudolf Krüger 1936 bis  1942 leitete, parallel als Gauwalter des NS-Lehrerbundes. Der Rostocker Germanist Willi Flemming leitete ab 1938 die Stelle für Büchereiwesen, Abteilung Volksbildung des Schulungsamtes der Gauleitung, womit er für die Zensur entscheidend wurde. Gau-Frauenschafts-Leiterin war mehrere Jahre Theresa von Wolff, geborene Freiin von Seckendorff (1892–1959).
Schwerin wurde für eine Gauhauptstadt als zu klein empfunden. 1935 begannen Pläne nach Paul Fliether zur Umgestaltung des Stadtzentrums. Der Bau zweier neuer städtischer Ringstraßen und einer neuen Trasse für die Lübecker Straße, die Verbreiterung der Wittenburger Straße und der Schloßstraße sowie die Errichtung monumentaler Gebäude gehörten dazu, ferner wurden 1936 mehrere Orte zwangsweise eingemeindet.
Nach dem großen Luftangriff auf Rostock im April 1942 wurde ein Gaueinsatzstab gebildet, um Rettungs- und Bergungsmaßnahmen zu koordinieren. Der Gau Mecklenburg bestand bis zu den letzten Maßnahmen Hildebrandts, der sich einen unterirdischen Befehlsstand in der Schweriner Gauschule einrichtete und bei einem Treffen bei Dönitz am 25. April 1945 teilnahm sowie mutmaßlich am 1. Mai 1945 endgültig aus Schwerin flüchtete.

### Die paramilitärischen Verbände der NSDAP in Mecklenburg
Die SA als paramilitärischer Verband der NS-Partei entwickelte sich im Gaubereich Mecklenburg-Lübeck spät. Zuerst agierte kurz der „Gaustaf“ Wolfgang von Czettritz, ihm folgte als Gausturmführer Alexander Ahlgrimm. Der SA-Unterverband SS hatte zu Beginn in Mecklenburg keinen eigenen Führer und wurde um 1930 vom damaligen SS-Standartenführer Kurt Wege von Berlin aus geleitet. Die SA entwickelte sich im Raum Mecklenburg-Lübeck erst nach der Übernahme durch Andreas von Flotow, der zeitweise auf seinem Gut Stuer eine Führerschule unterhielt. Mitglied des Gausturm Mecklenburg-Lübeck war kurzzeitig Lutz Damianus Wysocki. Gausturmarzt der SA wurde Kurt Blome. Leiter der Reiter-SA war bis August 1934 Carl-Friedrich Freiherr von Langen, im Dienstrang eines Sturmbannführers (Major). Arzt bei der SA-Marine-Standarte 4 wurde der Hochschulrektor Ernst Ruickoldt. Die HJ, die ebenso der SA angegliedert war, gehörte mit Brandenburg, Ostmark (Frankfurt a. d. O.) zur HJ-Gruppe Ost. Führerin des BDM im HJ-Gebiet Mecklenburg waren Hilde Garbe und Ursula Schlüsselburg. Seit Sommer 1932 war Herbert Fust Leiter der SA in Mecklenburg-Lübeck, die SS leitete von Wismar aus bis 1938 Hermann Behme. Ihm folgten u. a. Rudolf Lohse, Ludolf von Alvensleben-Schochwitz, Waldemar Wappenhans, Francis Müller. Karriere als SS-Führer, und aus Mecklenburg stammend, machten der Gutsbesitzererbe Georg-Henning Graf von Bassewitz-Behr und Friedrich Franz Graf Grote-Varchentin. Mitglied der SS wurde auch Friedrich Franz Herzog zu Mecklenburg. Daneben ist Friedrich Graf von der Schulenburg zu nennen, der hoher SA- und dann SS-Führer war. Kurt Meyer war Mitglied der SS-Standarte 22 Schwerin. Die Gestapo als staatlicher Arm der SS leitete lange Ludwig Oldach. Für die HJ zeichnete vom Dezember 1934 bis November 1942 der aus Schlesien kommende HJ-Bannführer Werner Altendorf verantwortlich. Letzter Leiter der SS in Mecklenburg bis 1945 war Fritz Krüger, der Jahre zuvor zeitweise die Reiter-SS führte. Die SA-Untergruppe Mecklenburg war bis 1933 selbstständig und gehörte nachfolgend bis 1945 zur SA-Gruppe Hansa mit Sitz in Hamburg. Mindestens von 1937 bis 1941 war Siegfried Kasche Leiter der SA-Gruppe Hansa und damit ebenso für Mecklenburg zuständig. Kasche war dies zuletzt nur pro forma und parallel aktiver Wehrmachtsoffizier, dann Gesandter I. Klasse in Kroatien. Herbert Fust war dann als  Obergruppenführer bis 1945 der Führer der SA in Mecklenburg.

## Weitere Literatur
- Michael Buddrus, Angrit Lorenzen-Schmidt: Ärzte in Mecklenburg im Dritten Reich. Ein Biographisches Lexikon sowie Studien zu Gesundheitsverhältnissen und Medizinpolitik 1929 bis 1945. 2 Bände (Studien, Biographien), Edition Temmen, Bremen 2023, ISBN 978-3-8378-4072-8.
- Henrik Bispinck: Bildungsbürger in Demokratie und Diktatur. Lehrer an höheren Schulen in Mecklenburg 1918 bis 1961. Oldenbourg, München 2011, ISBN 978-3-486-59804-9.
- Jürgen John, Horst Möller, Thomas Schaarschmidt (Hrsg.): Die NS-Gaue. Regionale Mittelinstanzen im zentralistischen „Führerstaat“. Oldenbourg, München 2007, ISBN 978-3-486-58086-0.

## Einzelbelege
1. ↑  Gau Mecklenburg der NSDAP. In: Rolf Jehke: Territoriale Veränderungen in Deutschland und deutsch verwalteten Gebieten 1874–1945, Herdecke. Zuletzt geändert am 28. Juli 2002.
2. ↑  Vgl. Peter Hüttenberger: Die Gauleiter. Studie zum Wandel des Machtgefüges in der NSDAP. DVA, Stuttgart 1969, S. 54 (eingeschränkte Vorschau in der Google-Buchsuche).
3. ↑  Gothaisches Genealogisches Taschenbuch der Freiherrlichen Häuser. Gerader Jahrgang: Deutscher Uradel. 1922, 72. Jahrgang, in: „Der Gotha“, Justus Perthes, Gotha 1921, S. 789.
4. ↑  Vgl. Hans Friedrich von Ehrenkrook, Friedrich Wilhelm Euler, Walter von Hueck: Genealogisches Handbuch der Adeligen Häuser B (Briefadel) 1962. Band V, Band 26 der Gesamtreihe GHdA, Hrsg. Deutsches Adelsarchiv, C. A. Starke, Limburg an der Lahn 1962, S. 504. ISSN 0435-2408
5. ↑  Regierungsblatt für Mecklenburg-Schwerin 1928, Nr. 31, Bärensprung Hofbuchdruckerei, Schwerin, Dienstag, den 15. Mai 1928, S. 170 (eingeschränkte Vorschau in der Google-Buchsuche).
6. ↑  Mario Niemann: Mecklenburgischer Großgrundbesitz im Dritten Reich. Soziale Struktur, wirtschaftliche Stellung und politische Bedeutung. (= Mitteldeutsche Forschungen. Band 116). Böhlau, Köln u. a. 2000, ISBN 3-412-04400-8, S. 311.
7. ↑  Wysocki, Lucian Damianus. * 18.1.1899 Gentomie heute Gętomie (Polen); † 13.12.1964 Rheinhausen, katholisch; gottgläubig; Polizeipräsident, SA-Führer; SS-Führer. Hessische Biografie (Stand: 10. Februar 2025). In: Landesgeschichtliches Informationssystem Hessen (LAGIS). Hessisches Institut für Landesgeschichte, abgerufen am 14. Juli 2025.
8. ↑  Michael Buddrus, Sigrid Fritzlar: Die Professoren der Universität Rostock im Dritten Reich. Ein biographisches Lexikon. K. G. Saur, München 2007, ISBN 978-3-598-11775-6, S. 340 (eingeschränkte Vorschau in der Google-Buchsuche).
9. ↑  Jean-Denis G.G. Lepage: Hitler Youth, 1922–1945. An Illustrated History. McFarland & Company, Jefferson North Carolina and London 2009, ISBN 978-0-7864-3935-5, S. 35 (eingeschränkte Vorschau in der Google-Buchsuche).
10. ↑  Michael Buddrus: Totale Erziehung für den totalen Krieg. Hitlerjugend und nationalsozialistische Jugendpolitik. Teil 1. In: Hartmut Mehringer, Udo Wengst: Texte und Materialien zur Zeitgeschichte. Band 13/1, K. G. Saur, München 2003, ISBN 3-598-11615-2, S. 1207. (2 Bände); (2. Auflage, Reprint/online), Walter de Gruyter, Berlin 2015 (eingeschränkte Vorschau in der Google-Buchsuche).
11. ↑  Mark C. Yerger: Allgemeine-SS. The Commands, Units and Leaders of the General SS. Schiffer Military History, Atglen Pa. 1997, ISBN 0-7643-0145-4, S. 164, S. 216.
12. ↑  H. J. marschiert! Das neue Hitler-Jugend-Buch, Hrsg. Wilhelm Fanderl, Paul Franke Verlag, Berlin 1933, S. 64 (eingeschränkte Vorschau in der Google-Buchsuche).
13. ↑  Erich Stockhorst: 5000 Köpfe. Wer war was im 3. Reich, Sonderausgabe, Arndt Verlag, Kiel 2000, ISBN 3-88741-116-1, S. 227.
14. ↑  Joachim Lilla, Martin Döring, Andreas Schulz: Statisten in Uniform. Die Mitglieder des Reichstags 1933–1945. Ein biographisches Handbuch. Unter Einbeziehung der völkischen und nationalsozialistischen Reichstagsabgeordneten ab Mai 1924. Droste, Düsseldorf 2004, ISBN 3-7700-5254-4, S. 512.
15. ↑  Hamburger Adressbuch 1943. 156. Ausgabe, Hamburger Adreßbuch-Verlag Dummrath & Fassnach Komm.- Ges., Hamburg 1943 (Digitalisat)